# L'Anniversaire de Bambou
L'Anniversaire de Bambou est un journal filmé sur l'anniversaire de Patrick Deval, cinéaste historique de l'avant-garde cinématographique française de la fin des années 1960. Le film est l'un des épisodes des Carnets filmés que Gérard Courant tourne depuis les années 1970.

## Synopsis
L'Anniversaire de Bambou suit chronologiquement la soirée organisée à l'occasion de l'anniversaire de Patrick Deval qui s'achève par un concert de jazz-rock.

## Fiche technique
- Titre : L'Anniversaire de Bambou
- Réalisation, concept, image et son : Gérard Courant
- Musique : Shamam Lebrun
- Production : Les Amis de Cinématon, Les Archives de l'Art Cinématonique, La Fondation Gérard Courant
- Distribution : Les Amis de Cinématon
- Tournage : 8 mai 2009 à Paris (France)
- Genre : journal filmé
- Pays d'origine :  France
- Format : Vidéo Mini-DV
- Cadre : 1,33 ou 4/3
- Procédé : couleur
- Année : 2009
- Durée : 1 heure 36 minutes

## Distribution
- Patrick Deval : Bambou
- Annabelle Adie
- Brice Ahounou
- Pascal Berger
- Ernesto Buttafoco
- Bloum Cardenas
- Laurent Chétrit
- Marielle Chétrit
- Gérard Courant
- Alaister Croxton
- Déya
- Barbara Dyck
- Jean-Marc Eldin
- Éléna
- Elsa
- Camille Grandval
- Jérôme J
- Valérie Lalonde
- Jacqueline Lebrun
- Shaman Lebrun
- Sylvie Lebrun
- Aymon de Lestrange
- Laure de Lestrange
- Lola
- Marceline Loridan-Ivens
- Gilles Nadeau
- Océane
- Laurence Petit-Jouvet
- Sally Shafto
- Jimmy Sofo
- Arthur Thévenart
- Jean-Claude Vaudecrane
- Martin Wheeler
- Diane Wulwek
- Yolande

## Autour du film
Patrick Deval, qui est le protagoniste de ce film, est l'auteur d'un film-culte de l'année 1968, Acéphale. Dans son livre Zanzibar les dandys de mai 1968 (éditions Paris expérimental), l'essayiste américaine Sally Shafto considère ce film comme l'un des plus importants réalisés autour de la mouvance des événements de mai 1968.
Patrick Deval joue dans trois autres films de Gérard Courant : Cinématon no 1985 (1999), Zanzibar à Saint-Sulpice (1999) et Derrière la nuit (1999).
L'Anniversaire de Bambou fait partie des Carnets filmés de Gérard Courant. C'est un travail proche à la fois du journal filmé chez un cinéaste et des carnets d'esquisses pour un peintre.